# Hidden Blade
Hidden Blade (título original: Wú Míng, en chino tradicional, 無名; en chino simplificado, 无名) es una película de suspenso y espionaje china de 2023 sobre la Segunda Guerra Mundial dirigida por Cheng Er y protagonizada por Tony Leung y Wang Yibo, con Zhou Xun y Huang Lei en papeles secundarios. La película se estrenó en China el 22 de enero de 2023 (Año Nuevo Chino). Esta recaudó $139 millones en todo el mundo, lo que la convierte en la décima película más taquillera de 2023.

## Reparto
- Tony Leung como director He

- Wang Yibo como el Sr. Ye

- Zhou Xun como Sra. Chen

- Huang Lei como el Sr. Zhang

- Hiroyuki Mori como Oficial Watanabe

- Da Peng como Ministro Tang

- Eric Wang como Capitán Wang

- Jiang Shuying como Sra. Jiang

- Zhang Jingyi como la Sra. Fang

## Producción
Hidden Blade es una producción de Polybona Films como la tercera entrega de su "China Victory Trilogy", después de Chinese Doctors (2021) y The Battle at Lake Changjin (2021). Está escrita y dirigida por Cheng Er, más conocido por Lethal Hostage (2012) y The Wasted Times (2016). El rodaje comenzó en Shanghái en agosto de 2021 y finalizó en diciembre del mismo año. En el casting, Tony Leung aceptó el proyecto porque encontró interesante el trabajo anterior de Cheng Er. Cheng Er también declaró que Wang Yibo era su única opción para el segundo papel principal.
En febrero de 2022, el equipo de producción lanzó un tráiler con dos hombres conversando en shanghainés, generando rumores de que toda la película estaría en el dialecto. Incitó a la película a lanzar un póster oficial que aclara que también habrá " mandarín, cantonés y un idioma extranjero". Se lanzó un avance más largo en septiembre de 2022.
La película originalmente apuntaba a una fecha de estreno de agosto de 2022, pero se trasladó a enero de 2023 para aprovechar la ventana de lanzamiento del Año Nuevo chino.